# Ekstrovert
Ekstrovert, udadvendt (af lat. extro-, udad, og en afledning af vertere, at vende).
I Jungs psykologi bruges formen ekstravert (af lat. extra, uden for) om en udadvendt grundindstilling.